# Puffinus huttoni
Puffinus huttoni là một loài chim trong họ Procellariidae.